# Santa María de la Alameda
Santa María de la Alameda er en by og kommune i det centrale Spanien i Madrid-regionen. Den har et indbyggertal på 1.517 (2024) indbyggere.